# Biblioteca Nacional del Perú
La Biblioteca Nacional del Perú (BNP) es una institución pública ubicada en la ciudad de Lima, y que depende del Ministerio de Cultura, entidad ejecutiva del Estado Peruano. Alberga una colección de libros, periódicos, revistas, manuscritos, diversos documentos históricos, públicos, comunales y particulares; filmes, fotografías y otros análogos, erigiéndose así como orgullo y símbolo vivo y útil de la nación peruana. 
Actualmente cuenta con dos sedes, ambas en la capital del Perú y abiertas al público: la más moderna ubicada en la avenida de la Poesía, en el distrito de San Borja diseñada por el arquitecto peruano Franco Vella, proyecto ganador del Hexágono de oro en la XII Bienal de Arquitectura del Perú en el año 2006, y el edificio original situado en la avenida Abancay en el distrito de Lima diseñada por el arquitecto suizo Michele Trefogli.

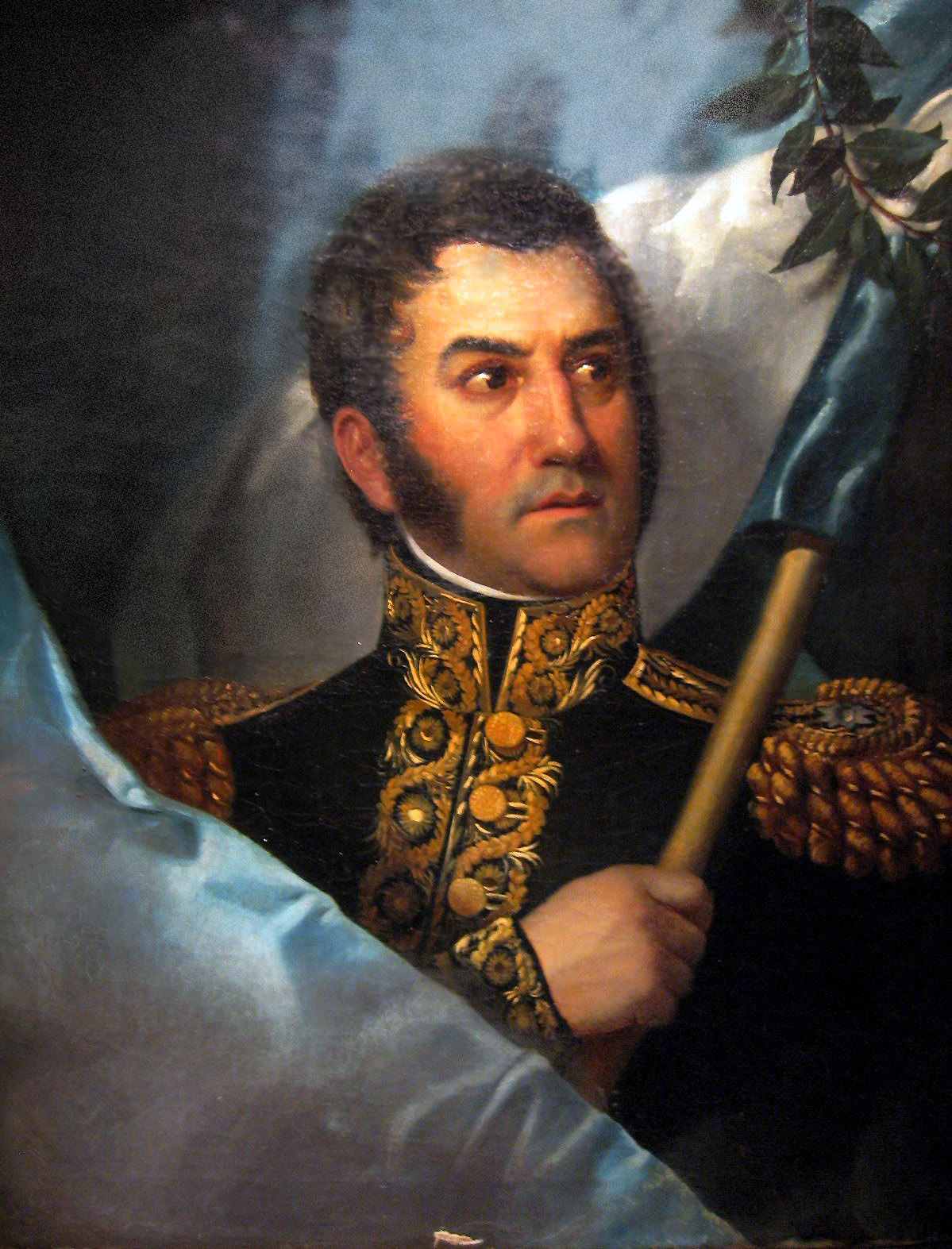
Retrato del general San Martín, quien expresó: «La biblioteca destinada a la educación universal, es más poderosa que nuestros ejércitos»

## Historia
En 1821 el general José de San Martín y Matorras fundó en Lima la Biblioteca Nacional del Perú, como consecuencia de una iniciativa de su Ministro de Guerra y de Gobierno, Bernardo de Monteagudo, mediante el "Decreto de Creación de la Biblioteca Nacional" el 28 de agosto del mismo año. La saludó como: "(...) uno de los medios más eficaces para poner en circulación los valores intelectuales". El mismo San Martín dona cerca de 700 libros a la biblioteca, en tanto que Monteagudo donó su biblioteca personal.
En sus inicios la biblioteca contaba con 11000 libros que provenían de las confiscaciones que realizaron las autoridades del Virreinato del Perú a la orden de los jesuitas, que fueron expulsados de los dominios españoles en 1767. La orden de los jesuitas mantenía una biblioteca copiosa de diversas ciencias y humanidades en Lima.
Sin embargo, la BNP ha debido enfrentar duros acontecimientos a lo largo de su historia, en especial su reducción de libros.

### Guerra de la Independencia
Entre 1823 y 1824, en medio del proceso de consolidación de la independencia del Perú, sufrió el ingreso de las tropas realistas a Lima, lo que ocasionó la pérdida de buena parte de la colección con la que contaba al momento de su inauguración.

### Guerra del Pacífico
Posteriormente, el 10 de marzo de 1881, tras la entrada y ocupación de Lima por parte del ejército chileno durante la Guerra del Pacífico, la tropa chilena comenzó a ocupar diversos recintos culturales, entre ellos la Biblioteca de Lima, lugares desde los cuales se incautaron objetos y bienes científicos y culturales, tales como instrumentos, herramientas, mobiliario y libros con el fin de ser llevados a Chile, por vía marítima.
La biblioteca contaba con una cifra estimada de unos 35000 a 50000 volúmenes, entre los cuales se encontraban incunables, manuscritos y libros que habían sido impresos por primera vez en América, allí también se encontraban las Memorias de los Virreyes (documentos que cada virrey del Perú realizaba después de su mandato). Dicho material fue objeto de requisición por parte de las tropas chilenas; sin embargo, varios textos de la biblioteca así como material científico, se perdió en las aduanas en el trayecto a Chile, ya que la prioridad era el armamento, quedando un buen número en manos de particulares en territorio peruano.
A Chile arribaron, en dos envíos de la Intendencia General del Ejército, un total de 103 grandes cajones y otros 80 bultos, que fueron recibidos y catalogados por Ignacio Domeyko y Diego Barros Arana, y en agosto de 1881 se publicó el inventario realizado, bajo el título "Lista de libros traídos de Perú", en el Diario Oficial.

### Refundación palmiana
A fines de noviembre de 1883, Ricardo Palma fue nombrado director de la BNP. A los pocos días, Palma informó que quedaban poco más de 700 libros en la biblioteca. El mismo Ricardo Palma, casi en solitario y personalmente, realizó una campaña de recolección de libros de casa en casa, lo cual le llevó a ganarse el mote de "el bibliotecario mendigo".
En 1884, la biblioteca fue reinaugurada. Ese año, Ricardo Palma solicitó a Chile la devolución del material sustraído por las tropas chilenas, lo cual tuvo eco en Santiago y, por orden del presidente Domingo Santa María, recibió la devolución de 30000 libros. De todos modos, diversos libros peruanos permanecieron en Chile mucho después y los gobiernos de ambos países iniciaron conversaciones para su devolución.
A su vez, por órdenes del Gobierno peruano, el arquitecto Michele Trefogli reformó substancialmente el edificio de la Biblioteca Nacional de Lima.

### Incendio de 1943
Posteriormente, otro hecho trágico ha marcado la historia en la BNP. El 10 de mayo de 1943, un incendio destruyó valiosísimo material de la Biblioteca que era, junto con las de la Ciudad de México y Río de Janeiro, una de las más ilustres de América, y redujo el edificio a escombros. En tal ocasión, su director era Carlos A. Romero, un octogenario, quien ante el abandono material y tecnobiblográfico, en su oportunidad, no hizo las denuncias correspondientes, con tal de mantener su puesto y, además, no colaboró con los jóvenes catalogadores. La BNP contaba para aquel entonces con cerca de 200000 volúmenes, incluyendo manuscritos e incunables.

### Restitución Basadrina
Tras el incendio, el gobierno de Manuel Prado nombró a Jorge Basadre como Director de la Biblioteca Nacional. Basadre, con una paciente labor, logró levantar a la BNP de sus cenizas y la convirtió en una institución altamente técnica. El historiador tacneño emprendió la inmediata reestructuración del material bibliográfico, la formación técnica del personal y la reconstrucción del edificio principal. Creó la Escuela Nacional de Bibliotecarios en 1944 y es considerado como "El Padre de la Bibliotecología Peruana", por su contribución al desarrollo del movimiento bibliotecario en el Perú.

### Ampliación del edificio original y nueva sede
En 1970, se iniciaron las labores de ampliación del edificio de la BNP.
En 1986, durante la dirección de Juan Mejía Baca, se consigue el terreno para la futura nueva sede de la biblioteca, cuya construcción se inició en 1992, siendo concluida e inaugurada la nueva sede, distrito de San Borja, en 2006.

### Devolución de libros desde Chile
El 5 de noviembre de 2007, luego de una investigación histórica, bibliográfica y de sus catálogos, la Dirección de Bibliotecas, Archivos y Museos de Chile, procedió a la devolución de 3788 libros originalmente de propiedad de la Biblioteca de Lima, por los sellos y rúbricas que poseían, y que se encontraban en la Biblioteca Nacional de Chile y en la Biblioteca Santiago Severín de Valparaíso.

## Actualidad
La Biblioteca Nacional del Perú es una institución dedicada a la administración eficaz del patrimonio cultural documental bibliográfico en el país. Su misión también es ser el capital universal en su material para contribuir desarrollo cultural, científico y tecnológico, como también "contribuir al desarrollo económico y social, y apoyando la formación de ciudadanos y asociaciones, informados y proactivos".
Recreando verazmente todas las raíces biográficas de los grandes literatos, hechos y hazañas de la historia del Perú, esta biblioteca es uno de los más grandes legados que desde la salida de José de San Martín del Perú en 1821, después de su campaña conquistadora. También recibió el archivo fílmico de Panamericana Televisión de medidados del siglo XX, y consiguió remasterizar partituras de la música criolla.
Desde 2020 cuenta con el servicio de lectura por teléfono, lo que elimina el requisito de ir presencialmente a las sedes en Lima y fomenta la retroalimentación a los lectores.

### Funciones
- Formular, conducir, supervisar y evaluar el cumplimiento de las políticas y planes de desarrollo bibliotecológico nacional dentro del marco de la política educativa y cultural del Estado, acorde a los objetivos estratégicos del Sector Educación.
- Conducir, normar, ejecutar, supervisar y evaluar las acciones de defensa, conservación, preservación, identificación, acopio, sistematización, declaración, control, difusión, promoción e investigación del patrimonio cultural documental-bibliográfico de la Nación.
- Normar, conducir, ejecutar, supervisar y evaluar los servicios bibliotecarios especializados que se brinda a los investigadores y comunidad académica.
- Organizar, establecer y optimizar permanentemente mecanismos que posibiliten el cumplimiento del Depósito Legal en atención a la Ley n.º 26905 y su Reglamento, aprobado por Decreto Supremo 017-98-ED, y asegurar la publicación y difusión de la Bibliografía Nacional.
- Coordinar, conducir, ejecutar, evaluar acciones y programas de carácter técnico bibliográfico orientado a la optimización y desarrollo de la organización y gestión del servicio bibliotecario nacional.
- Establecer y desarrollar coordinaciones, acuerdos y convenios con entidades educativas, gobiernos regionales y locales y otros organismos del sector público y privado para la ejecución de acciones y programas orientados a promover y mejorar la integración, el desarrollo institucional, la ampliación y mejoramiento del Sistema Nacional de Bibliotecas.
- Fomentar, ejecutar, apoyar y difundir acciones y programas de estudio e investigación bibliográfica y desarrollo bibliotecario.
- Promover y evaluar programas y acciones de extensión bibliotecaria y cultural, orientadas a fortalecer la identidad y el desarrollo cultural del país.
- Conducir, ejecutar y evaluar acciones y programas de formación, capacitación y actualización técnico-profesional en el área de bibliotecología y ciencias de la información para potenciar el desarrollo institucional del Sistema Nacional de Bibliotecas.
- Establecer y celebrar acuerdos, convenios y alianzas estratégicas de cooperación técnica y financiera con entidades educativas, organismos públicos y privados, tanto nacionales como extranjeros, orientados a fortalecer el mejoramiento y desarrollo del servicio y el Sistema Nacional de Bibliotecas.
- Fomentar, formular y ejecutar, en coordinación con el Ministerio de Educación y el Consejo Nacional del Libro y la Lectura, políticas de promoción sobre esta materia.
- Promover y estimular la capacidad creativa y producción intelectual de los peruanos, brindando apoyo para la edición y difusión de sus obras, de acuerdo a la política editorial de la institución.

## Sedes

### Sede de la avenida Abancay

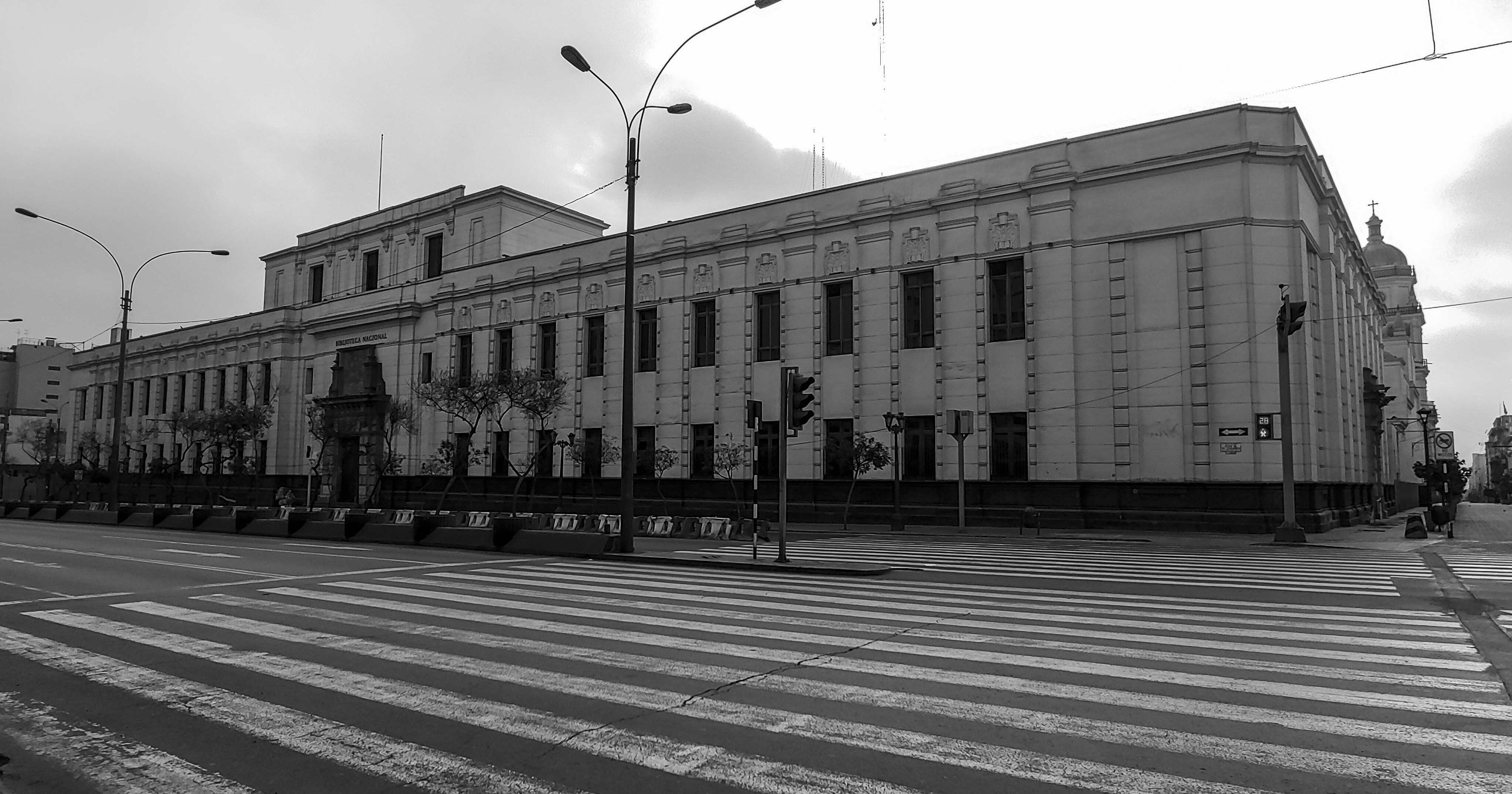
Sede original de la Biblioteca Nacional del Perú en la avenida Abancay

El 17 de septiembre de 1822 se inauguró la Biblioteca Nacional, que contaba con 11 256 volúmenes que procedían de la antigua biblioteca de los jesuitas y de donaciones particulares, entre ellos 600 volúmenes de propiedad del General San Martín. Como Primer Bibliotecario fue nombrado el clérigo arequipeño y brillante orador del Congreso Constituyente, don Mariano José de Arce.
Después del incendio del 10 de mayo de 1943, nombrado como Director Jorge Basadre, designa a Emilio Harth Terré elaborar los nuevos planos de la Biblioteca Nacional. El local de la avenida Abancay, sede principal cuya construcción data de mediados del siglo XX, fue declarado por el Instituto Nacional de Cultura (INC) como Monumento Histórico.
Durante 190 años la BNP ocupó el histórico local de la Av. Abancay, en el centro de la capital, ahora convertido en la Gran Biblioteca Pública de Lima.

### Sede en San Borja

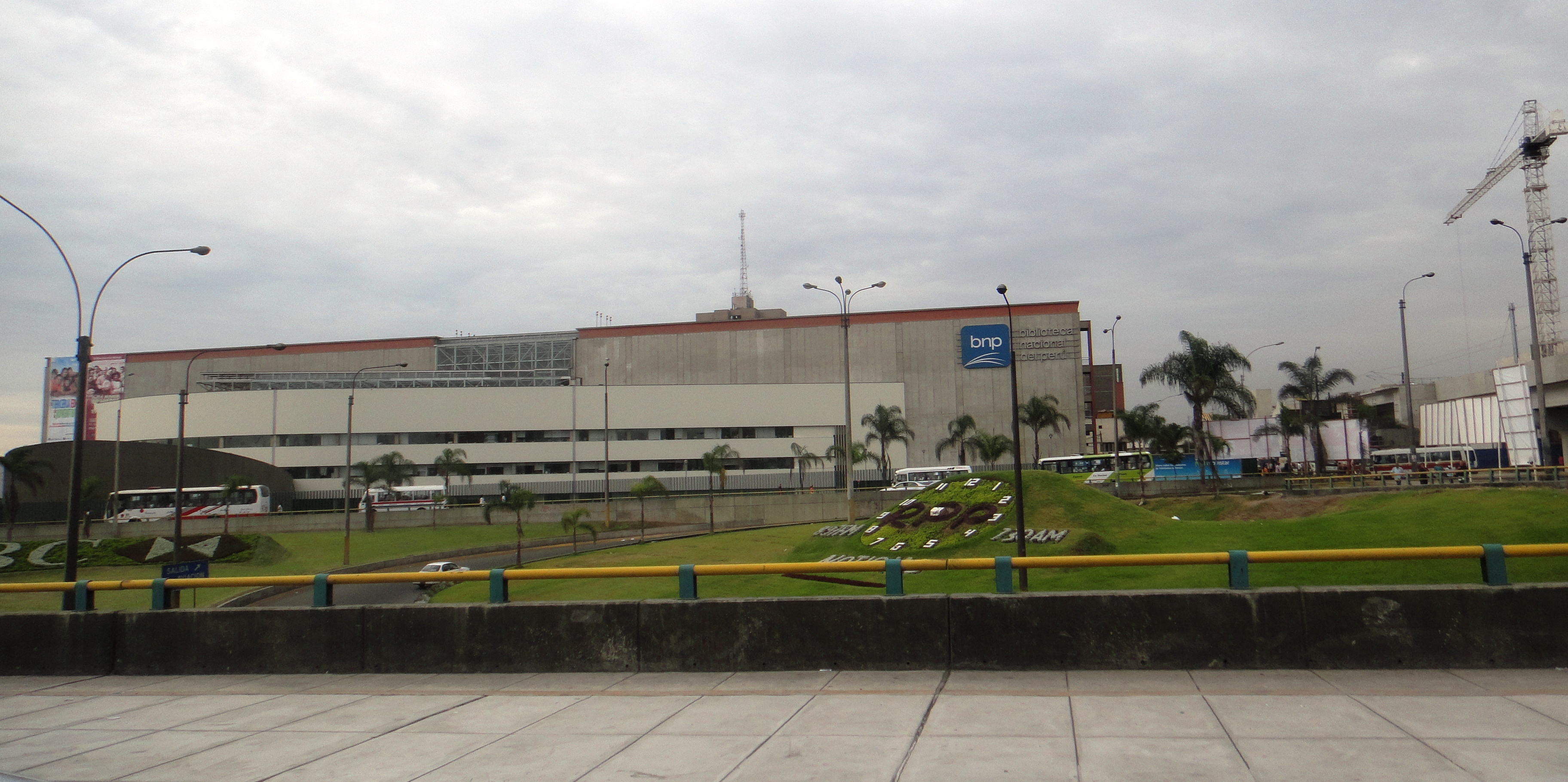
Actual sede de la Biblioteca Nacional del Perú en San Borja.

El 27 de marzo de 2006 se inauguró un segundo y moderno local, diseñado por los arquitectos Guillermo Claux Alfaro, Franco Vella Zardín, Walter Morales Llanos y Augusta Estremadoyro de Vella, en el distrito limeño de San Borja en la intersección de la avenida Javier Prado con la avenida Aviación frente al Museo de la Nación del Perú. La gestión para lograrlo la inició Juan Mejía Baca cuando fue su director en 1986. En ese año se logró conseguir el terreno en San Borja para el nuevo local.
El proyecto Arquitectónico de la Biblioteca Nacional del Perú recibió la máxima distinción de la arquitectura peruana que es el Premio Hexágono de Oro en la XII Bienal de Arquitectura Peruana  en el año 2006, premio otorgado por el Colegio de Arquitectos del Perú.
Mediante un Decreto Legislativo, promulgado el 31 de diciembre de 1989, se estableció que una tercera parte de la tasa de 30.00 dólares estadounidenses del Impuesto de Salida al Exterior se destinara al proyecto de construcción del nuevo local. Este decreto fue derogado en agosto de 1992. La construcción de la primera etapa de esta nueva sede se inició en enero de 1996 pero se detuvieron las obras en marzo de 1997 por falta de financiamiento.
Unos años después se realizó la campaña "Un nuevo sol para la Biblioteca Nacional del Perú" para recaudar fondos que ayuden a reiniciar los trabajos de construcción, e incluso se realizaron futuras subastas de artistas para agilizar su avance. Finalmente se retomaron en marzo del 2004. Además que contó financiamiento de España.
En presencia del presidente Alejandro Toledo, el director de la Biblioteca Sinesio López y otras personalidades, el 27 de marzo de 2006 se inauguró la nueva sede de San Borja. Consta de un edificio de 20 000 metros cuadrados, depósitos climatizados para la apropiada conservación de las obras, doce salas de lectura con capacidad para 554 lectores, mobiliario especial, casilleros personales y computadoras con conexión a Internet para el uso del público. El 17 de abril del mismo año se inició oficialmente la atención al público.

## Directores / Jefes institucionales
| Año  | Nombre                                        | Notas | Gobierno |
| ---- | --------------------------------------------- | --- | --- |
| 1822 | Mariano José de Arce                          | Primer bibliotecario | José de San Martín                                                                                              |
| 1823 | Joaquín Paredes                               | Biblioteca saqueada por los realistas | José de la Riva Agüero, marqués de Montealegre de Aulestia José Bernardo de Torre Tagle, marqués de Torre Tagle |
| 1836 | Francisco de Paula González Vigil             | | Luis José de Orbegoso y Moncada, conde de Olmos                                                                 |
| 1839 | Bartolomé Herrera                             | | Andrés de Santa Cruz                                                                                            |
| 1840 | Juan Coello                                   | Se declara que los libros que se introdujeran al Perú deberían pagar el 6% de su valor para ser empleado en la compra de libros y gastos diversos de la Biblioteca. | Agustín Gamarra                                                                                                 |
| 1845 | Francisco de Paula González Vigil             | Segunda administración. Se autoriza la refacción del edificio con un gasto de S/. 15.000,00. | Ramón Castilla (1.º gob.), hasta Manuel Pardo y Lavalle                                                         |
| 1875 | Manuel de Odriozola                           | Se promulga una resolución en que fija las normas para el «índice general de la Biblioteca» y el ordenamiento de sus salones y estanterías. En 1881, los salones de la Biblioteca fueron a servir de cuadra para uno de los batallones de las tropas chilenas de ocupación. Los libros fueron considerados botín de guerra y trasladados en parte a Chile y otros vilmente vendidos en las pulperías como papel para envolver productos. | Manuel Pardo y Lavalle Mariano Ignacio Prado Luis La Puerta de Mendoza Nicolás de Piérola Villena               |
| 1883 | Ricardo Palma                                 | En 1884 se da el nuevo Reglamento de la Biblioteca y Archivo Nacional y con ella su reorganización. | Miguel Iglesias, hasta Augusto B. Leguía (1.º gob.)                                                             |
| 1912 | Manuel González Prada y Álvarez de Ulloa      | Se da unas polémicas sonadas entre Palma y González Prada, a raíz del nombramiento de este. | Augusto B. Leguía (1.ºgob.) Guillermo Billlinghurst Angulo                                                      |
| 1914 | Ricardo Palma                                 | Director honorario | Óscar R. Benavides                                                                                              |
| 1914 | Luis Ulloa Cisneros                           | | Óscar R. Benavides José Pardo y Barreda                                                                         |
| 1916 | Manuel González Prada y Álvarez de Ulloa      | Segunda administración. Se preocupa que los impresores cumplan con ser remitidos según corresponda a la ley de imprenta. Inicia la nueva clasificación y catalogación utilizando como base la numeración correlativa. | José Pardo y Barreda                                                                                            |
| 1918 | Alejandro Deustua Escarza                     | Segunda administración. Se autoriza la refacción del edificio con un gasto de S/. 15.000,00. | José Pardo y Barreda Augusto Leguía (2.º gob.)                                                                  |
| 1928 | Carlos A. Romero Ramírez                      | Se produce el incendio de la Biblioteca Nacional el 10 de mayo de 1943; muchos lo sindican como el responsable de este hecho; pero una Comisión Investigadora concluye que fue producto de un cortocircuito. | Augusto Leguía (2.º gob.), hasta Manuel Prado y Ugarteche (1.º gob.)                                            |
| 1943 | Jorge Basadre Grohmann                        | Se da el Decreto de creación de la Escuela Nacional de Bibliotecarios. Sale por primera vez El Boletín de la Biblioteca Nacional. En 1944 se publica la revista Fénix. En 1945 se publica el Anuario Bibliográfico Peruano. En 1947 se crea el fondo «San Martín», el cual ayudaría a subvencionar a las Bibliotecas Populares Municipales de las capitales tanto de los departamentos como las de provincias. Se apertura el Departamento de Niños. | Manuel Prado y Ugarteche (1.º gob.) José Luis Bustamante y Rivero                                               |
| 1948 | Cristóbal de Losada y Puga                    | En 1955 se inaugura la Sala de Física Nuclear y Energía Atómica. | José Luis Bustamante y Rivero Manuel A. Odría Manuel Prado y Ugarteche (2.º gob.)                               |
| 1961 | Rubén Vargas Ugarte                           | Se promulga la Ley de Derechos de Autor. | Manuel Prado y Ugarteche                                                                                        |
| 1962 | Carlos Cueto Fernandini                       | | Ricardo Pérez Godoy Nicolás Lindley López Fernando Belaúnde Terry                                               |
| 1966 | Guillermo Lohmann                             | | Fernando Belaúnde Terry (1.º gob.)                                                                              |
| 1969 | Estuardo Núñez Hague                          | En 1970, se inician las labores de construcción para ampliar el edificio. | Juan Velasco Alvarado                                                                                           |
| 1973 | María Bonilla de Gaviria                      | | Juan Velasco Alvarado                                                                                           |
| 1981 | José Tamayo Herrera                           | | Fernando Belaúnde Terry (2.º gob.)                                                                              |
| 1983 | Héctor López Martínez                         | | Fernando Belaúnde Terry (2.º gob.)                                                                              |
| 1984 | Franklin Pease García Yrigoyen                | | Fernando Belaúnde Terry (2.º gob.)                                                                              |
| 1986 | Juan Mejía Baca                               | Consigue el terreno para la futura nueva sede. | Alan García Pérez (1.º gob.)                                                                                    |
| 1990 | José Tamayo Herrera                           | Segundo periodo. | Alberto Fujimori                                                                                                |
| 1992 | Martha Fernández de López                     | Se inicia la construcción del nuevo local. | Alberto Fujimori                                                                                                |
| 2001 | Sinesio López                                 | Se culmina e inaugura el nuevo local en el distrito de San Borja. Se inician los trabajos de traslado de la colecciones a la sede de San Borja. | Alejandro Toledo                                                                                                |
| 2006 | Hugo Neira Samanez                            | Mediante Resolución Directoral Nacional n.º 031-2009-BNP, de fecha 4 de febrero de 2009, se creó el Registro Nacional de Material Bibliográfico. | Alan García Pérez (2.º gob.)                                                                                    |
| 2009 | Nancy Herrera Cadillo                         | | Alan García Pérez (2.º gob.)                                                                                    |
| 2010 | Ramón Mujica Pinilla                          | En septiembre de 2010, Ramón Mujica Pinilla asume la dirección. En su gestión se realizó el primer Inventario general de los fondos antiguos y valiosos (siglo XIII-siglo XIX), y se lanzó la Campaña “Se buscan libros perdidos de la Biblioteca Nacional del Perú. También durante su mandato se generó una controversia debido al cierre del local de la Biblioteca Nacional del Perú, ubicado en San Borja (Lima), por mes y medio para acoger la Junta de Gobernadores del Banco Mundial y del Fondo Monetario, perjudicando de esta manera a los usuarios e investigadores. | Alan García Pérez (2.º gob.) Ollanta Humala Pedro Pablo Kuczynski                                               |
| 2016 | Delfina González del Riego Espinosa           | | Pedro Pablo Kuczynski                                                                                           |
| 2017 | Alejandro Neyra Sánchez                       | | Pedro Pablo Kuczynski                                                                                           |
| 2018 | María Emma Mannarelli Cavagnari               | Mannarelli fue designada directora el 17 de abril de 2018, un mes después de la renuncia de Pedro Pablo Kuczynski al cargo de Presidente de la República. | Martín Vizcarra                                                                                                 |
| 2020 | Ezio Neyra Magagna                            | | Martín Vizcarra Manuel Merino Francisco Sagasti                                                                 |
| 2021 | Fabiola Isabel Vergara Rodríguez de Rodríguez | | Pedro Castillo                                                                                                  |
| 2023 | Boris Espezua Salmón                          | | Dina Boluarte                                                                                                   |